# Expozice (fyzika)

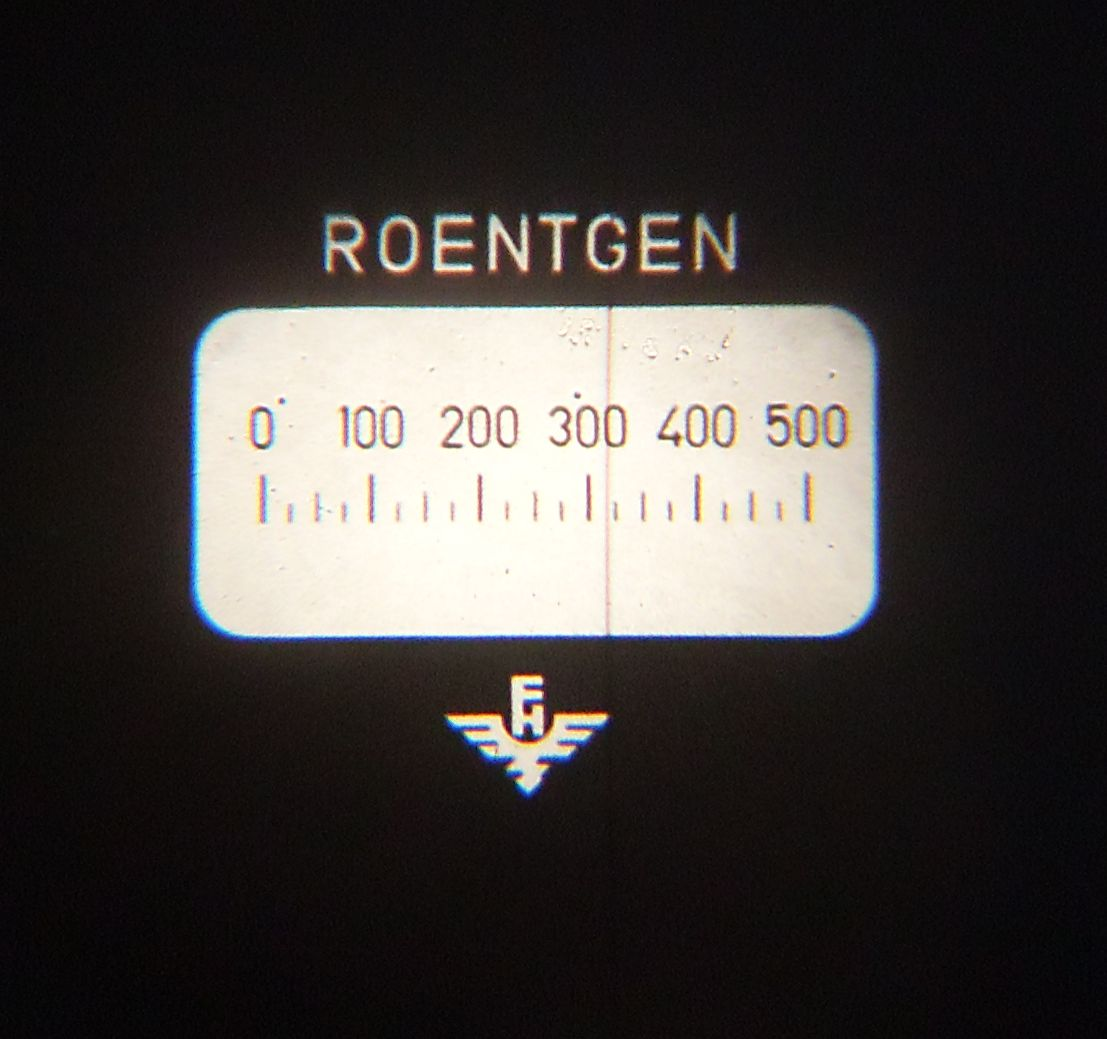
Dozimetr pro měření kolik ionizujícího záření prošlo určitým bodem prostoru.

Expozice je dozimetrická veličina vyjadřující, kolik ionizujícího elektromagnetického záření prošlo určitým bodem prostoru (nepoužívá se pro ionizující  částicové záření).
Počítá se jako celkový náboj iontů jednoho znaménka vzniklých v jistém objemu vzduchu průchodem záření vydělený hmotností tohoto vzduchu. Používanými jednotkami expozice jsou coulomb na kilogram (C/kg) a rentgen (R).
Expozice je definována výhradně přes působení záření na vzduch a proto ji lze přímo a jednoznačně měřit. Nelze z ní však přímo určit přesnou dávku absorbovanou jiným materiálem, protože absorbovaná dávka závisí na materiálu a typu záření. Například lidské tělo při expozici 1 rentgenu záření gama absorbuje dávku přibližně 1 rad (neboli 0,01 Gy).

## Značení
- Symbol veličiny: X [1]
- Jednotka SI: coulomb na kilogram, značka jednotky: C/kg
- Další používaná jednotka: rentgen, značka jednotky: R
  - Převodní vztah: 1 R ↔ 258 μC/kg [1] (není zde použito symbolu rovnosti, protože jednotky nejsou rozměrově kompatibilní)